# 富山県道200号井栗谷婦中線
富山県道200号井栗谷婦中線（とやまけんどう200ごう いくりたにふちゅうせん）は富山県富山市内を通る一般県道である。

## 概要

### 路線データ
- 起点：富山県富山市八尾町井栗谷松尾（富山県道25号砺波細入線交点）
- 終点：富山県富山市婦中町速星（国道359号・富山県道68号富山外郭環状線・富山県道201号速星停車場線交点）
- 実延長：5,827m

## 沿革
- 1960年（昭和35年）4月23日 - 認定[1]

## 地理

### 通過する自治体
- 富山県
  - 富山市

### 接続する道路
- 富山県道25号砺波細入線（起点：富山市八尾町井栗谷松尾）
- 富山県道342号中神通井田線（富山市八尾町薄島地内で重複）
- 富山県道35号立山山田線（富山市婦中町成子で立体交差、富山市道を介して接続）
- 富山県道7号富山八尾線（萩島交差点 - 萩島（西）交差点で重複）
- 富山県道68号富山外郭環状線（萩島（西）交差点 - 速星交差点（終点）で重複）
- 富山県道218号館本郷添島線（中名交差点）「富山県道68号富山外郭環状線」との重複区間内）
- 国道359号・富山県道201号速星停車場線（終点：速星交差点）

### 周辺
- JR高山本線
  - 東八尾駅
  - 速星駅
- 富山県立富山西高等学校
- 富山市立速星中学校
- 富山市立宮野小学校
- 富山市立速星小学校
- 朝日印刷
  - 富山工場
  - 富山第二工場
- 富士薬品 富山工場
- パピ・婦中ショッピングセンター
  - オレンジマート パピ店
- コメリホームセンター 宮野店
- コメリハードアンドグリーン 婦中店
- オレンジマート 宮野店
- 大阪屋ショップ 婦中店